# Сиудад Пердида
Сиудад Пердида (на испански: Ciudad Perdida – букв. „Изгубеният град“) е древен град в Колумбия, разположен в планината Сиера Невада де Санта Марта. Смята се, че е основан около 800 г. – 650 г. по-рано от Мачу Пикчу. Понякога мястото се нарича Теюна и Буритака.

## История
Сиудад Пердида е открит през 1972 г. от група местни иманяри, които намират множество каменни стълби, издигащи се по планинския склон, и ги последват до изоставения град. Когато златни фигури и керамични урни от града започват да се появяват на местния черен пазар, археолозите намират града през 1976 г. След това провеждат реконструкция в периода 1976 – 1982 г.
Членове на местните племена впоследствие заявяват, че са посещавали мястото още отпреди да стане известно, но са си траели. Те наричат града Теюна и вярват, че той е сърцето на мрежа от села, които са били населявани от техните предци. Сиудад Пердида вероятно е бил политическият и производственият център на областта и в него са живели между 2000 до 8000 души. Счита се, че е бил изоставен по време на испанската колонизация на Америка.
Градът е съставен от поредица от 169 тераси, издълбани в планината, мрежа от пътища и няколко малки кръгли плази. Входът към селището е достъпен след изкачването на 1200 каменни стъпала през гъстата джунгла.
В миналото областта е засегната от Колумбийската гражданска война, но днес е безопасна. Марксистко-ленинистката Армия за национално освобождение отвлича осем чуждестранни туристи на посещение в Сиудад Пердида на 15 септември 2003 г., изисквайки правителството да проучи някои случаи на нарушение на човешки права в замяна на освобождаване на заложниците. Групировката пуска на свобода всички заложници три месеца по-късно.
През 2005 г. посещенията на туристи отново са разрешени и оттогава насам не е имало проблеми. Колумбийската армия патрулира в района, който днес се счита за напълно безопасен. Обикновено, туристическата обиколка на местността включва 42 km вървене, стръмни изкачвания и спускания и преминаване на реки.
В днешно време се полагат усилия за опазването и защитата на археологическия обект от климата, растителността, иманярството и неустойчивия туризъм. Отчита се стремеж към включването на местните коренни общества като голяма заинтересована страна в опазването и устойчивото развитие на местността.

## Галерия
- Общ изглед от Сиудад Пердида.
- Камък с издълбана маркировка, за който се смята, че е карта на града.
- Част от каменното стълбище, свързващо долината със Сиудад Пердида.
- Портрет на туземна жителка с дете на една от терасите на Сиудад Пердида.
- Портрет на местен шаман при Сиудад Пердида.